# Юмашев, Николай Александрович
Николай Александрович Юмашев (22 ноября 1905, Кобельма, Самарский уезд, Самарская губерния, Российская империя — 7 июля 1989, Алматы, Казахская ССР, СССР) — советский строитель-новатор, управляющий республиканским специализированным строительно-монтажным трестом «Казэлеватормельмонтаж». Герой Социалистического Труда (1971). Член ВКП(б)/КПСС с 1939 года.

## Биография
Родился 22 ноября 1905 года в селе Кобельма Самарского уезда Самарской губернии (ныне — село Калиновка Красноярского района Самарской области). Сын крестьянина-бедняка.
С 15-летнего возраста работал по найму на стройках. В 1923—1930 годах подручный электромонтёра. В 1930—1935 годах учился в Томском химико-технологическом институте.
В 1935—1937 годах — начальник цеха мельзавода в Свердловске. В 1937—1939 годах  — начальник строительства мукомольно-элеваторного комбината на станции Баженово в Свердловской области. В 1939—1946 годах — управляющий Челябинского треста «Главмука». В 1946—1958 годах — управляющий Калининградского треста «Укрзаготстрой».
В 1958—1961 годах — заместитель начальника Кустанайского областного управления по строительству. В 1961—1965 годах — управляющий трестом «Целинаэлеватормельмонтаж».
В 1965—1975 годах — управляющий республиканским специализированным строительно-монтажным трестом «Казэлеватормельмонтаж» Министерства сельского строительства Казахской ССР, Алматы. Возглавляемый им трест отмечен высокими производственными показателями. Успешно выполнял план строительно-монтажных работ, внедрял прогрессивную технологию; передовые методы труда, рабочие боролись за экономию материальных ресурсов.
Герой Социалистического Труда (7 мая 1971). Награждён орденами и медалями.
С 1975 года на пенсии. Семья: жена, восемь детей.
Скончался 7 июля 1989 года в Алматы. Похоронен на Центральном кладбище Алма-Аты.